# Zentralarchiv für Tätigkeitsberichte des Bundes- und der Landesdatenschutzbeauftragten und der Aufsichtsbehörden für den Datenschutz
Das Internetportal Zentralarchiv für Tätigkeitsberichte des Bundes- und der Landesdatenschutzbeauftragten und der Aufsichtsbehörden für den Datenschutz - ZAfTDa stellte die seit 1971 erschienenen Tätigkeitsberichte (TB) des Bundes- und der Landesdatenschutzbeauftragten sowie der Aufsichtsbehörden für den Datenschutz der Öffentlichkeit zum Abruf zur Verfügung. Ab April 2023 waren über das Portal über 720 Tätigkeitsberichte abrufbar, darunter auch die Berichte des Europäischen Datenschutzbeauftragten (EDSB), der Artikel-29-Datenschutzgruppe (1995–2018) und des  Europäischen Datenschutzausschusses (ab 2018), der sicherstellen soll, dass die Datenschutz-Grundverordnung in den EU-Mitgliedstaaten einheitlich angewandt wird. Zusätzlich waren die Tätigkeitsberichte der Datenschutzbeauftragten der evangelischen und katholischen Kirche sowie der Rundfunkanstalten abrufbar.
ZAfTDa startete 2009 als Datenschutzangebot der Technischen Hochschule Mittelhessen (THM) und war von Anfang 2019 bis Mai 2024 Teil des Informationsangebots der Stiftung Datenschutz. Im Juli wurde das ZAfTDa abgeschaltet und die Inhalte in das neue DatenschutzArchiv der Stiftung Datenschutz übernommen.

## Weblink
- DatenschutzArchiv